# 三重県道754号津香良洲線
三重県道754号津香良洲線（みえけんどう754ごう つからすせん）は三重県津市内を通る一般県道である。

## 概要

### 路線データ
- 起点：津市雲出本郷町（雲出本郷町交差点）
- 終点：津市香良洲町
- 総延長：3,931m
- 舗装率：100%
- 改良率：100%

## 路線状況

### 重複区間
なし

### 主な道路構造物
津香良洲大橋
雲出古川に架かり、雲出伊倉津町と香良洲町を結ぶ橋。

### 利用状況
- この道路はジャパン マリンユナイテッド津事業所、JFEエンジニアリング津製作所とその関連企業や国土交通省中部運輸局三重運輸支局への主要なアクセス道路であり、起点からジャパン マリンユナイテッド入り口の雲出伊倉津町までの区間は4車線である。
- また、雲出川の三角州である香良洲町に至る幹線道路の1つであり、雲出伊倉津町から終点までは2車線が確保されている。

平日12時間交通量
津市雲出本郷町 10,927台

## 地理

### 通過する自治体
- 三重県津市

### 接続する道路
- 国道23号・国道165号：起点
- 三重県道698号津三雲線：津市雲出本郷町
- 三重県道575号香良洲公園島貫線：終点

### 沿線
- 雲出郵便局
- 津市役所 雲出市民センター
- JA津安芸 津南部支店雲出店
- 本郷ニュータウン
- 津南郵便局
- 雲出古川
- マックスバリュ香良洲店
- 百五銀行香良洲支店
- 香良洲郵便局

## 参考資料
- 『県別マップル24 三重県道路地図』（昭文社、2009年3版1刷発行、ISBN 978-4-398-62474-1 、4,57ページ）